# 蒙州 (渤海国)
蒙州，渤海国的东平府所领五州之一。
蒙州治所在黑龙江省鸡西市附近。领县仅知有紫蒙县。辽朝灭渤海，蒙州百姓大部分被辽太祖迁居今辽宁省康平县境，设置祺州（治所在今康平县东南）统辖。所领紫蒙县民被辽太宗迁居今辽宁省辽阳市附近，仍以原县名置紫蒙县统辖。